# Oenanthe picata
Oenanthe picata là một loài chim trong họ Muscicapidae.